# Прелуцки, Джек
Джек Прелуцки (Прилуцки, англ. Jack Prelutsky, родился 8 сентября 1940 г.) — американский писатель, детский поэт, автор более 50 стихотворных сборников. Он был первым детским поэтом-лауреатом США (U.S. Children’s Poet Laureate) (ныне Young People’s Poet Laureate) в 2006-08 гг., когда Poetry Foundation учредил награду.

## Биография
Джек Прелуцки родился 8 сентября 1940 года в Бруклине, Нью-Йорк, в семье Карла Прелуцки, электрика, и Доротеи Прелуцки, домохозяйки. Когда он был младенцем, его семья погибла в результате пожара, мальчика спас дядя Чарли.
Он учился в местных государственных школах в Бронксе, ненавидел обучение и скучал на уроках. Прелуцки утверждает, что не любил поэзию, когда был моложе. Он заявил, что "когда-то в начальной школе у меня была учительница, которая, оглядываясь назад, сама не любила поэзию. Она была полна решимости наносить жестокие удары кулаками и смертельные удары, чтобы вы могли поверить ее взглядам на ее пленников, которые были заперты в подвале. В программе говорилось, что она должна читать стихотворение раз в неделю. Она выбирала скучное стихотворение из скучной книги и читала его скучным голосом, выглядя скучно, пока она это делала ".
После того, как учителя обнаружили у него музыкальные способности, они предложили ему поступить в High School of Music & Art. Во время учебы там, он был счастлив и смог тренировать свой красивый певческий голос и даже принимал участие в мюзиклах. Он закончил учебу в 1958 году и продолжил обучение в Хантерском колледже. Он изучал философию, психологию и трижды завалил английский язык, прежде чем окончательно бросить учебу.
Прежде чем стать писателем, Прелуцки перебивался случайными заработками, в том числе водил такси, перевозил мебель, работал официантом, гончаром, плотником и коммивояжером.
Прелуцки также любил рисовать воображаемых черепах, и его друг посоветовал ему отправить их в издательство в Нью-Йорке. Он написал стихи к своим рисункам в последний момент. На встрече со Сьюзан Хиршман он был поражен, когда узнал, что издательству понравилась его работа; не рисунки, на создание которых ушло шесть месяцев, а стихи, на которые было потрачено два часа. В то время ему было 24 года, и стихи появились в его первой книге, A Gopher in the Garden and Other Animal Poems в 1967 году. Хиршман сказала ему, что он прирожденный поэт, опубликовала его книгу и оставалась его редактором, пока не ушла на пенсию 37 лет спустя.
Более 50 стихотворных сборников Джека Прелуцки изданы общим тиражом более миллиона экземпляров на разных языках.
В 2006 году Фонд поэзии назвал Прелуцки первым детским поэтом лауреатом.
В 2018 году его стихотворение Homework! Oh, Homework! использовалось в рекламном ролике Apple iPad.